# Протоконус
Протоконусът е туберкула на кътниците на горното съзъбие при торбести и плацентни бозайници. Намира се на мезиолингвална площ на зъба. Гребените между туберкулите са приспобления за смилане на храната чрез оклузия и дъвчене.
Други туберкули на човек на горните кътници включват параконус, метаконус и хипоконус.